# Alex Waller
Alexander Marshall Waller (Kettering, Inglaterra, 14 de febrero de 1990), más conocido como Alex Waller, es un jugador profesional inglés de rugby que se desempeña en la posición de pilar izquierdo en Northampton Saints, equipo perteneciente a la liga Premiership Rugby.

## Carrera
En 2009 comenzó su carrera deportiva con el equipo Northampton Saints, donde lleva jugando quince temporadas. En 2023, jugó tres partidos en la Premiership Rugby Cup.